# Lyn Meyer
Lyn Meyer (* 21. November 1994 in Wolfenbüttel) ist eine deutsche Fußballspielerin.

## Karriere

### Vereine
Meyer gewann von 2009 bis 2011 mit Turbine Potsdam dreimal in Folge die deutsche Fußballmeisterschaft der B-Juniorinnen und kam in der zweiten Mannschaft Potsdams zum Einsatz. Sie wechselte im Sommer 2011 zum Erstligisten 1. FC Lokomotive Leipzig. Ihr Debüt für Leipzig hatte sie am 21. August 2011 bei einer Auswärtsniederlage gegen den FCR 2001 Duisburg, in diesem Spiel erzielte sie auch ihren ersten Erstliga-Treffer. Nach dem Abstieg Leipzigs aus der Frauen-Bundesliga in der Saison 2011/12 wechselte Meyer zum VfL Wolfsburg. Dort kommt sie vor allem in der zweiten Mannschaft zum Einsatz.

### Nationalmannschaft
Meyer spielte im Kalenderjahr 2010 insgesamt dreimal für die deutsche U-16- und U-17-Nationalmannschaft, dabei gelang ihr ein Tor.

## Erfolge
- Champions-League-Siegerin 2014
- Deutsche Meisterin 2014
- Deutsche Fußballmeisterschaft der B-Juniorinnen: 2008/09, 2009/10, 2010/11